# Bogorejo (Sedan)
Bogorejo is een bestuurslaag in het regentschap Rembang van de provincie Midden-Java, Indonesië. Bogorejo telt 1986 inwoners (volkstelling 2010).